# Liaoceratops
Liaoceratops ist eine Gattung der Vogelbeckensaurier (Ornithischia) aus der Gruppe der Ceratopsia, innerhalb derer er zu den urtümlichen Vertretern der Neoceratopsia gerechnet wird.

## Merkmale
Von Liaoceratops sind bislang nur zwei Schädel bekannt, einer eines ausgewachsenen und einer eines Jungtieres. Charakteristisch für die Gattung waren jeweils ein hornartiger Auswuchs unter jedem Auge. Einige Merkmale lassen den urtümlichen Charakter erkennen: Das aus Scheitel- und Schuppenbein bestehende Nackenschild, das bei den späteren Ceratopsia gut entwickelt war, war bei ihm sehr klein und der Rostralknochen (an der Spitze des Oberkiefers) war bei diesem Dinosaurier noch nicht kielförmig. Dieser Knochen bildete wie bei allen Ceratopsia zusammen mit dem Praedentale den für diese Dinosauriergruppe typischen Papageienschnabel. Wie alle Vertreter dieser Gruppe war Liaoceratops Pflanzenfresser. Über den restlichen Körperbau ist nichts bekannt, möglicherweise bewegte er sich wie viele urtümliche Neoceratopsia vorwiegend biped (zweibeinig) fort.

## Entdeckung und Benennung
Die fossilen Überreste von Liaoceratops wurden in der Yixian-Formation in der chinesischen Provinz Liaoning, die auch für ihre gefiederten Dinosaurier bekannt ist, gefunden und 2002 von Xu, Makovicky, Wang, Norell und You erstbeschrieben. Der Name leitet sich von Liao, der Abkürzung der Fundprovinz, und griechisch keratops (=„Horngesicht“), einem häufigen Namensbestandteil der Ceratopsia, ab. Einzig beschriebene Art und Typusart ist L. yanzigouensis.

## Systematik und Datierung
Kladistische Untersuchungen der Erstbeschreiber ordnen Liaoceratops als urtümlichsten Vertreter der Neoceratopsia ein. Die Funde werden in die Unterkreide (Barremium) auf ein Alter von 131 bis 126 Millionen Jahre datiert. Somit zählt er auch zu den ältesten unumstrittenen Neoceratopsiern, einer vielgestaltigen Dinosauriergruppe, die ansonsten meist nur aus der Oberkreide belegt ist.